# Танангер
Танангер (норв. Tananger) је насељено место у Норвешкој у округу Рогаланд. Има статус града од 2010.